# Giải SHAFTA
Giải thưởng Phim và Truyền hình dành cho người lớn Soft and Hard hay Giải SHAFTA ("Soft and Hard Adult Film and Television Awards") là một giải thưởng điện ảnh dành cho phim khiêu dâm được tổ chức thường niên tại Vương quốc Anh, được ban tổ chức sự kiện mô tả là "Giải Oscar cho phim khiêu dâm của Vương quốc Anh", trong khi AVN thì cho rằng đó là điểm nhấn của lịch sử phim người lớn Anh.
Việc bỏ phiếu dành cho bất kỳ người nào đã đăng ký Television X. Vì người chiến thắng được quyết định bằng phiếu bầu của người hâm mộ, nên những người được đề cử thường sử dụng phương tiện truyền thông xã hội để khuyến khích mọi người bỏ phiếu cho họ. Thuật ngữ SHAFTA cũng là từ ghép của BAFTA và thân dương vật (penis shaft). Giải thưởng Phim và Truyền hình dành cho người lớn Soft and Hard là giải thưởng phim khiêu dâm duy nhất ở Vương quốc Anh mà người chiến thắng được xác định bằng phiếu bầu của công chúng.

## Lịch sử
Buổi lễ SHAFTA đầu tiên được tổ chức vào năm 2010 bởi Television X. SHAFTA năm 2011 được tổ chức tại Luân Đôn vào ngày 9 tháng 3 tại câu lạc bộ For Your Eyes Only. Những người nổi tiếng tham dự sự kiện bao gồm Billi Bhatti, Dane Bowers. SHAFTA năm 2012 được tổ chức vào ngày 15 tháng 3 tại Platinum Lace, một câu lạc bộ thoát y trên phố Coventry ở Luân Đôn. Nó được tổ chức bởi Tanya Tate, người liên tiếp giành được giải thưởng "MILF of the Year" trong ba năm liền. Một cuộc tranh cãi nhỏ đã xảy ra khi ngôi sao chuyển giới Holly Harlow được đề cử cho hạng mục Ngôi sao mới xuất sắc nhất, nhưng Televison X đã biện minh cho quyết định của họ, và nói rằng "thuật ngữ ngôi sao hoàn toàn phù hợp với cô ấy, cô ấy nữ tính, gợi cảm và là một nghệ sĩ có diễn xuất tuyệt vời". Những người trao giải bao gồm Danny Dyer, Lethal Bizzle và Terry Coldwell từ East 17. ICM Registry là đồng tài trợ cho sự kiện này cùng với TV X, và nó được phát trực tiếp trên trang web chính thức của giải thưởng. Ben Dover đã được trao một giải thưởng danh dự mang tên The Palm Phwoar, vì "những nỗ lực trong lĩnh vực giải trí dành cho người lớn" trong 33 năm hành nghề của ông. SHAFTA 2013 được tổ chức vào ngày 5 tháng 12 tại Rise Superclub ở Quảng trường Leicester. SHAFTA 2016 được tổ chức tại Phòng Rah Rah trên Piccadilly của Luân Đôn và được tổ chức bởi Benedict Garrett. SHAFTA 2018 được tổ chức vào ngày 13 tháng 7 tại câu lạc bộ Bãi biển Tropicana của London.

## Người giành giải
|                                                               | 2010                           | 2011                              | 2012                              | 2013                             | 2016                                         | 2018                                                |
| Female Performer of the Year (Nữ diễn viên của năm)           | Syren Sexton                   | Syren Sexton                      | Megan Coxxx                       | Angel Long                       | Jess West                                    | Alessa Savage                                       |
| Male Performer of the Year (Nam diễn viên của năm)            | DemetriXXX                     | Pascal White                      | Danny D                           | Danny D                          | Pascal White                                 | Pascal White                                        |
| Best New Starlet                                              | Kerry Louise                   | Megan Coxxx                       | Paige Turnah                      | Yuffie Yulan                     | Chessie Kay                                  | Sophie Anderson                                     |
| MILF of the Year (MILF của năm)                               | Tanya Tate                     | Tanya Tate                        | Tanya Tate                        | Tanya Tate                       | Rebecca More                                 | Rebecca More                                        |
| Best Director (Đạo diễn xuất sắc nhất)                        | Angel Long and Pure XXX        | Pure XXX                          | —                                 | —                                | —                                            | —                                                   |
| Best Interracial Series (Sê ri đa chủng xuất sắc nhất)        | Keisha Kane Extreme and Insane | —                                 | —                                 | —                                | —                                            | —                                                   |
| Best Spoof Series (Sê ri Cốt truyện hay nhất)                 | Life in Bras                   | Frustrated Housewives             | A Royal Romp                      | —                                | I'm a Porn Star, Get Me Out of Here          | —                                                   |
| Best Series (Sê ri xuất sắc nhất)                             | Power Girls                    | Tanya Tate's Sex Tour of Ireland  | Lara's Anal Adventure             | Pervacious Mind of Angel Long    | Angel Long's Dirty Mouth                     | Dr Lacey Sex Therapist                              |
| Best Sex Scene (Cảnh làm tình hay nhất)                       | Mummy Mia                      | Diamond Geezers                   | Angel Long's Porn Apprentice      | —                                | Rebecca More GobbleCocks                     | Rhiannon Ryder và Pascal White Breaking Bad Bitches |
| Best Amateur Series (Sê ri nghiệp dư hay nhất)                | —                              | —                                 | —                                 | Tanya Tate's Sex Tour of Ireland | Big Boobie Newbies                           | —                                                   |
| TVX Cherry Pop                                                | —                              | —                                 | —                                 | —                                | —                                            | Tindra Frost                                        |
| Best New Series (Sê ri mới xuất sắc nhất)                     | —                              | —                                 | —                                 | Weird Science XXX                | —                                            | —                                                   |
| Televisionx.com Fan Fave                                      | —                              | —                                 | —                                 | —                                | —                                            | Zara DuRose                                         |
| Best Girl Girl Series                                         | —                              | —                                 | —                                 | Linsey Dawn McKenzie: I'm Back   | —                                            | —                                                   |
| Most Outrageous Scene (Cảnh lăng nhục hay nhất)               | Calling the Shots              | Deadly Sins of Mistress Sinclair  | The Only Way Is Sex               | —                                | —                                            | —                                                   |
| Most Outrageous Series (Sê ri lăng nhục hay nhất)             | —                              | —                                 | —                                 | Mummy's Got Milk                 | —                                            | —                                                   |
| Best Anal Scene                                               | Girls Allowed                  | The Pervacious Mind of Angel Long | Lara's Anal Adventure             | —                                | —                                            | —                                                   |
| Best Girl Girl Scene                                          | —                              | —                                 | —                                 | —                                | Jasmine Jae và Sienna Day The Real 50 Shades | —                                                   |
| Best Group Scene (Cảnh tập thể xuất sắc nhất)                 | —                              | —                                 | —                                 | —                                | Michelle Thorne's D.P. Fantasies             | —                                                   |
| Foreign Performer of the Year (Diễn viên nước ngoài của Năm)  | —                              | Angell Summers                    | Angel Rivas                       | —                                | —                                            | —                                                   |
| Best Character (Nhân vật xuất sắc nhất)                       | Jim Slip                       | Lara Latex                        | —                                 | Lara Latex                       | —                                            | —                                                   |
| Best BBW                                                      | —                              | —                                 | —                                 | —                                | —                                            | Estella Bathory                                     |
| Best Online Scene (Cảnh trực tuyến hay nhất)                  | —                              | Liselle Bailey                    | —                                 | —                                | —                                            | —                                                   |
| Best Reality/Gonzo Series (Sê ri Thực tế/Gonzo xuất sắc nhất) | —                              | —                                 | Tanya Tate's Sex Tour of Scotland | —                                | —                                            | —                                                   |
| Best Studio (Studio xuất sắc nhất)                            | —                              | —                                 | Kaizen XXX                        | —                                | —                                            | Angel Long Entertainments                           |
| The Palm Phwoar                                               | —                              | —                                 | Ben Dover                         | Anna Span                        | —                                            | —                                                   |
| Lifetime Achievement Award (Giải thưởng thành tựu trọn đời)   | —                              | —                                 | —                                 | —                                | Ric Porter                                   | Amory Peart                                         |
| "—" cho biết giải thưởng không được trao vào năm đó           |                                |                                   |                                   |                                  |                                              |                                                     |